# Munmak-eup
Munmak-eup (koreanska: 문막읍) är en köping i kommunen Wonju i provinsen Gangwon i den centrala delen av Sydkorea, 80 km sydost om huvudstaden Seoul.